# Kirche Hohenstein

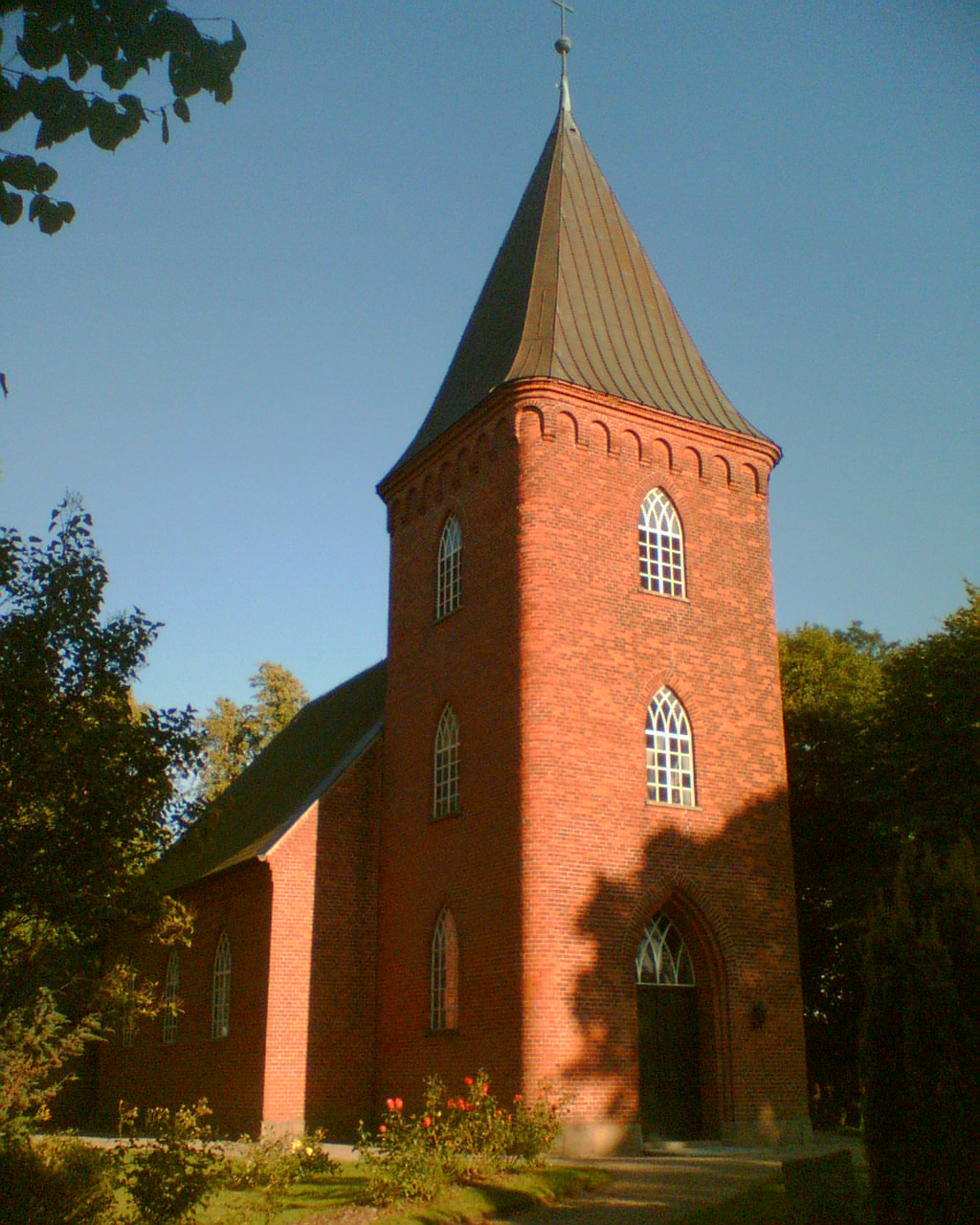
Die Kirche von Hohenstein

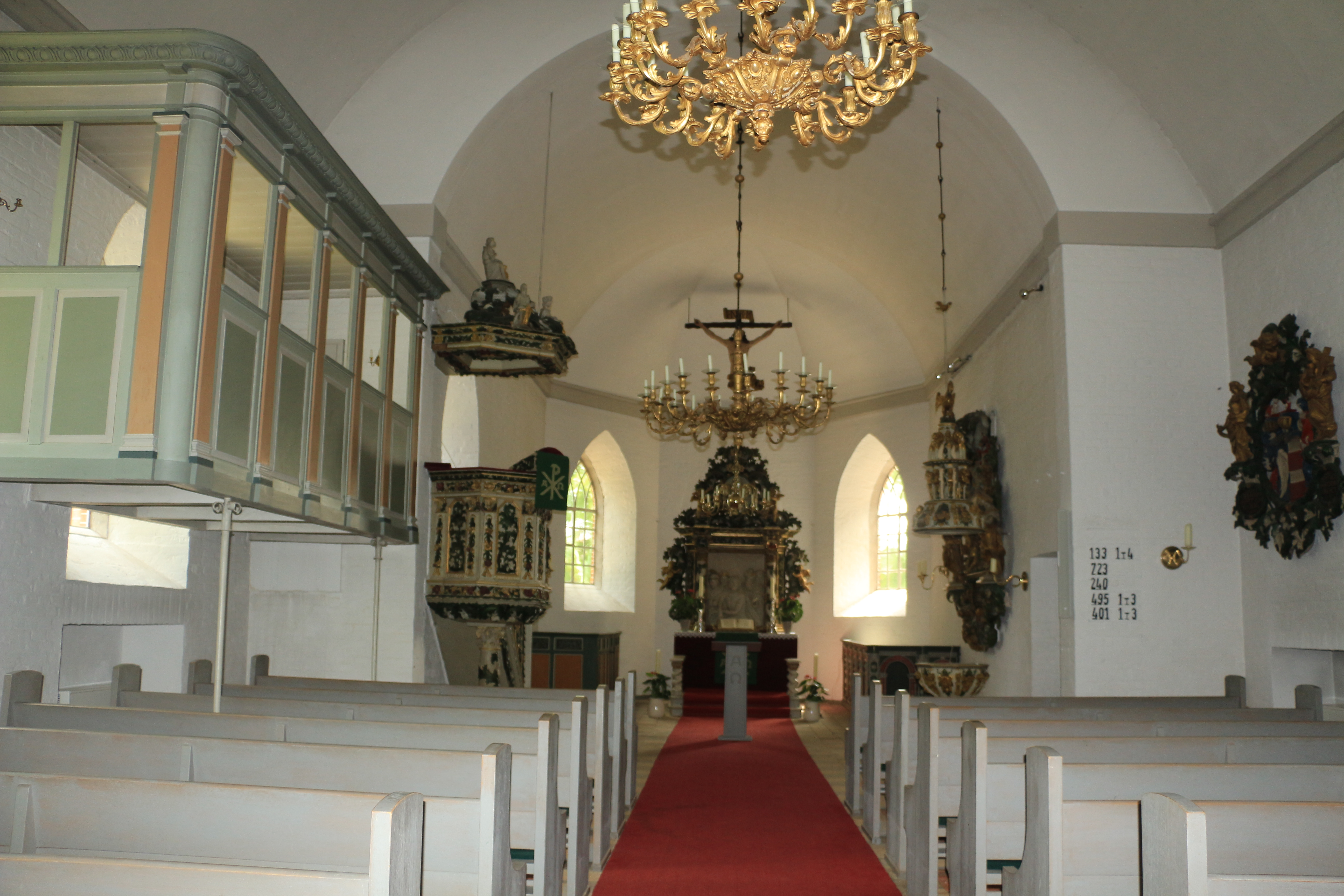
Innenraum

Die Kirche Hohenstein der Gemeinde Wangels in Schleswig-Holstein ist die Kirche der Evangelisch-Lutherischen Kirchengemeinde Hohenstein, die dem Kirchenkreis Ostholstein der Evangelisch-Lutherischen Kirche in Norddeutschland angehört.

## Geschichte
Eine Kirche in Hohenstein ist erstmals 1286 erwähnt. Um 1359 wurde diese durch einen Neubau mit abgestuftem Baukörper sowie einem runden Turm ersetzt. Im Kirchensiegel ist der zweite Bau bis heute erhalten. In den Jahren 1839/40 wurde das fast 500 Jahre alte Bauwerk aufgrund Instabilität abgerissen und die heutige (dritte) Kirche aus Backstein errichtet. Teile der zweiten Baustufe konnten jedoch integriert werden, darunter die Sakristei.
Das Kirchenpatronat wurde nach der Reformation von den Eigentümern des Adligen Gutes Farve übernommen, darunter (in chronologischer Reihenfolge) die Familien: Pogwisch, Blome, Holstein-Holsteinborg, Reventlow, Waldersee, Holck und Waldeck.
Die Kirchengemeinde bildete seit 2005 einen Sprengel mit der nahegelegenen Christuskirche Hansühn und teilte sich einen Pastor. Seit 2023 gehört die Kirchengemeinde dem Pfarrsprengel Kirchspiel Bungsberg an, der sich aus den Evangelisch-Lutherischen Kirchengemeinden Hansühn, Hohenstein, Lensahn und Schönwalde zusammensetzt.

## Ausstattung
Ein großer Teil der Ausstattung wurde aus dem Vorgängerbau übernommen und entstand zwischen 1681 und 1698 unter dem Patronat von Bertram und Anna Pogwisch in der Werkstatt von Theodor Allers im Stil des Akanthusbarock: Das geschnitzte Taufbecken von 1681, die ebenfalls geschnitzte Kanzel von 1685 und der hölzerne Altaraufsatz von 1688. Über dem Altar befindet sich ein älteres Kruzifix.

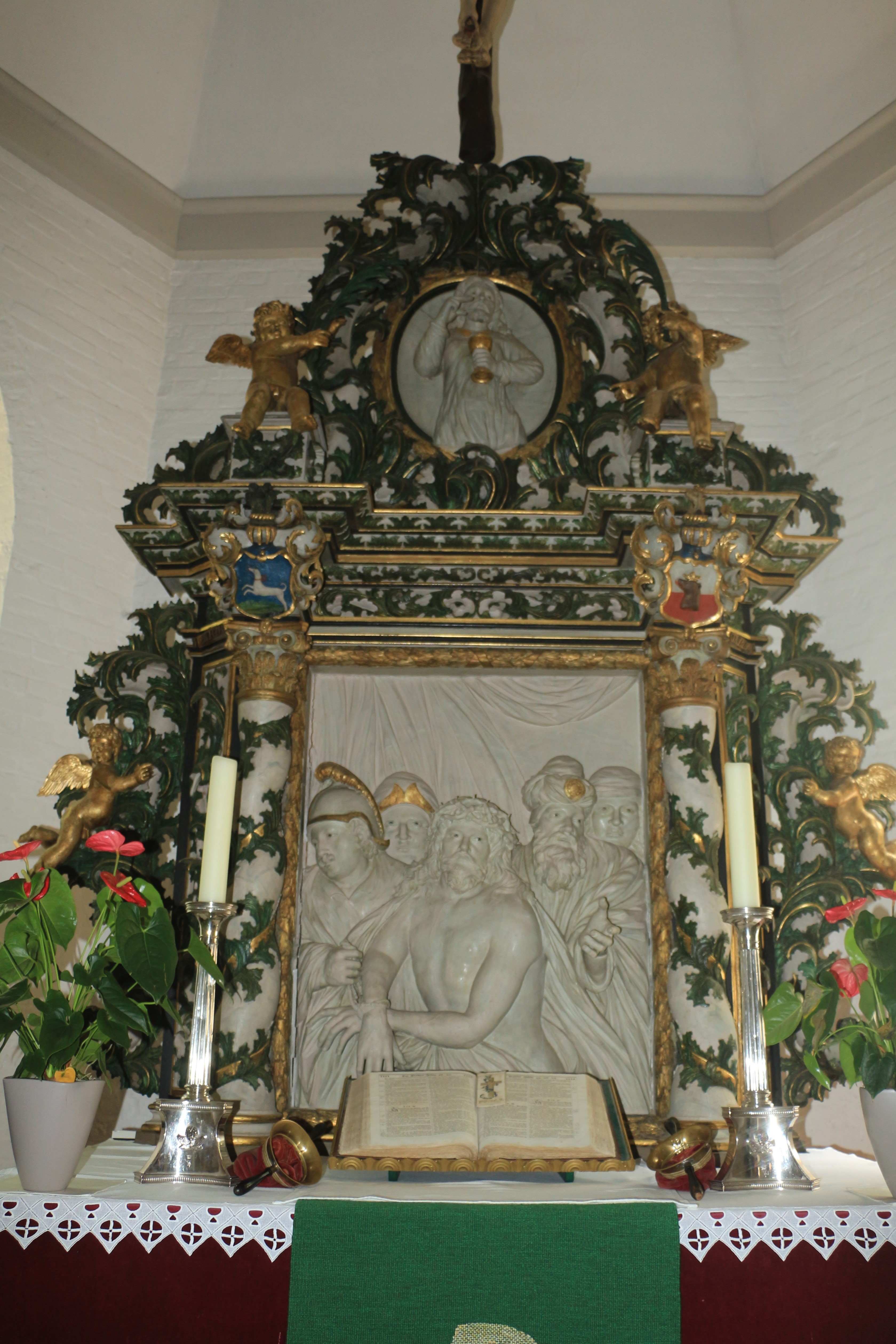
Altar von Theodor Allers

Der linke Stuhl im Chorraum, der um 1560 entstand, war Sitzplatz des Pastors, während rechts die Beamten des Gutes Farve saßen. 1698 stiftete die Familie Blome vom Gut Farve ein ebenfalls von Theodor Allers geschnitztes Epitaph, welches an der Wand rechts vom Altar hängt. Die Kirche verfügt über drei emporenartige Gutslogen: neben dem Altar steht die schlichte Loge des Guts Ehlerstorf, über dem Eingang befindet sich die verzierte Loge des Gutes Weißenhaus und darüber die des Gutes Farve. Allerdings besteht diese Anordnung erst seit der Renovierung im Jahre 1980, denn bis dahin befand sich die Orgel in der halbrunden Empore über dem Gutsgestühl an der Westwand. Da wegen der Nähe zur Decke und dem daraus resultierenden Wärmestau das Instrument häufig verstimmt war, wurde die neue Orgel seitlich eingebaut. Die Tür unter der Orgel führt zur Gruft der Gräfin Lucia Henriette Blome (1713–1772), der Ehefrau von Frederick Conrad von Holstein-Holsteinborg. Das Epitaph links neben dieser Tür wurde ebenfalls vom Gut Farve gestiftet.
Im Ersten Weltkrieg wurden die Kirchenglocken eingeschmolzen und 1920 durch eine Stahlglocke ersetzt. Anlässlich der 700-Jahre-Kirchenfeier konnte aus Spendengeldern zum Jahre 1991 eine zusätzliche Glocke aus Bronze angeschafft werden.

## Nähe zum Strand
Zum Gebiet der Kirchengemeinde Hohenstein gehört der stark frequentierte Ferien- und Freizeitpark Weißenhäuser Strand. An ausgewählten Tagen finden dort Gottesdienste statt. Am Strandabschnitt nahe des Restaurants Bootshaus Weißenhaus bietet die Kirchengemeinde Taufen in der Ostsee an.